# Liste der Auslandsvertretungen Papua-Neuguineas

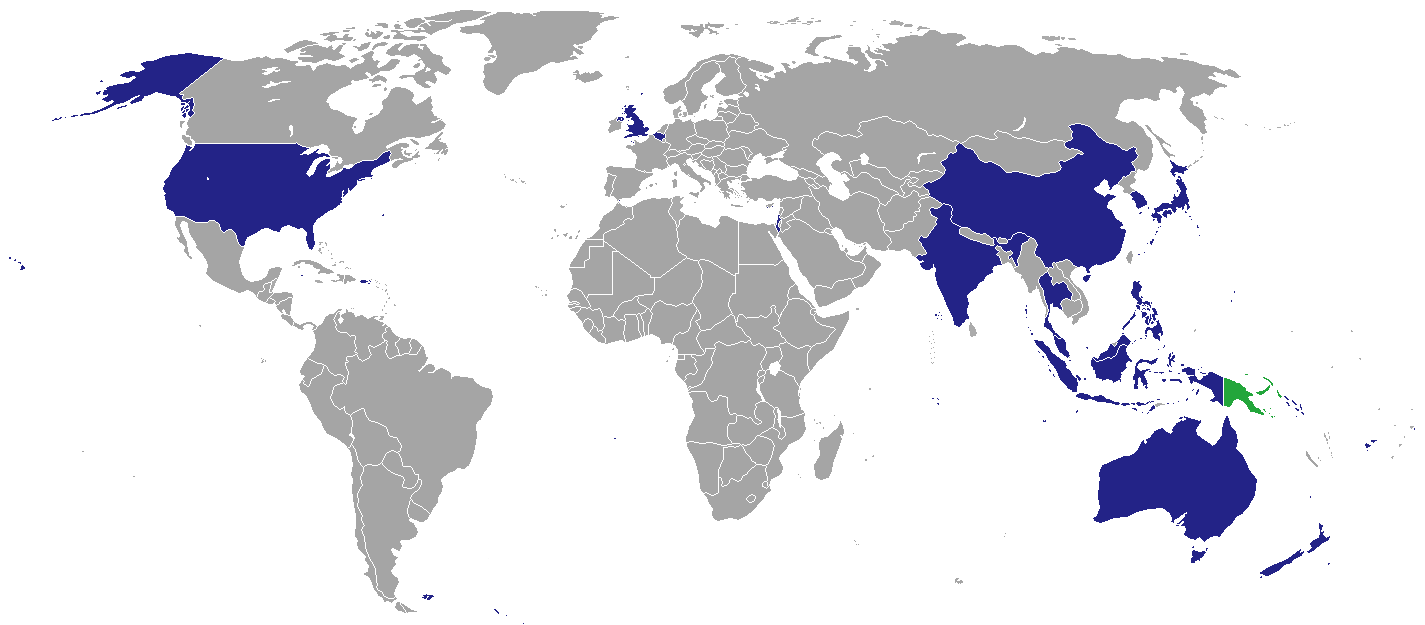
Standorte der diplomatischen Vertretungen Papua-Neuguineas

Dies ist eine Liste der diplomatischen und konsularischen Vertretungen Papua-Neuguineas.

## Diplomatische und konsularische Vertretungen

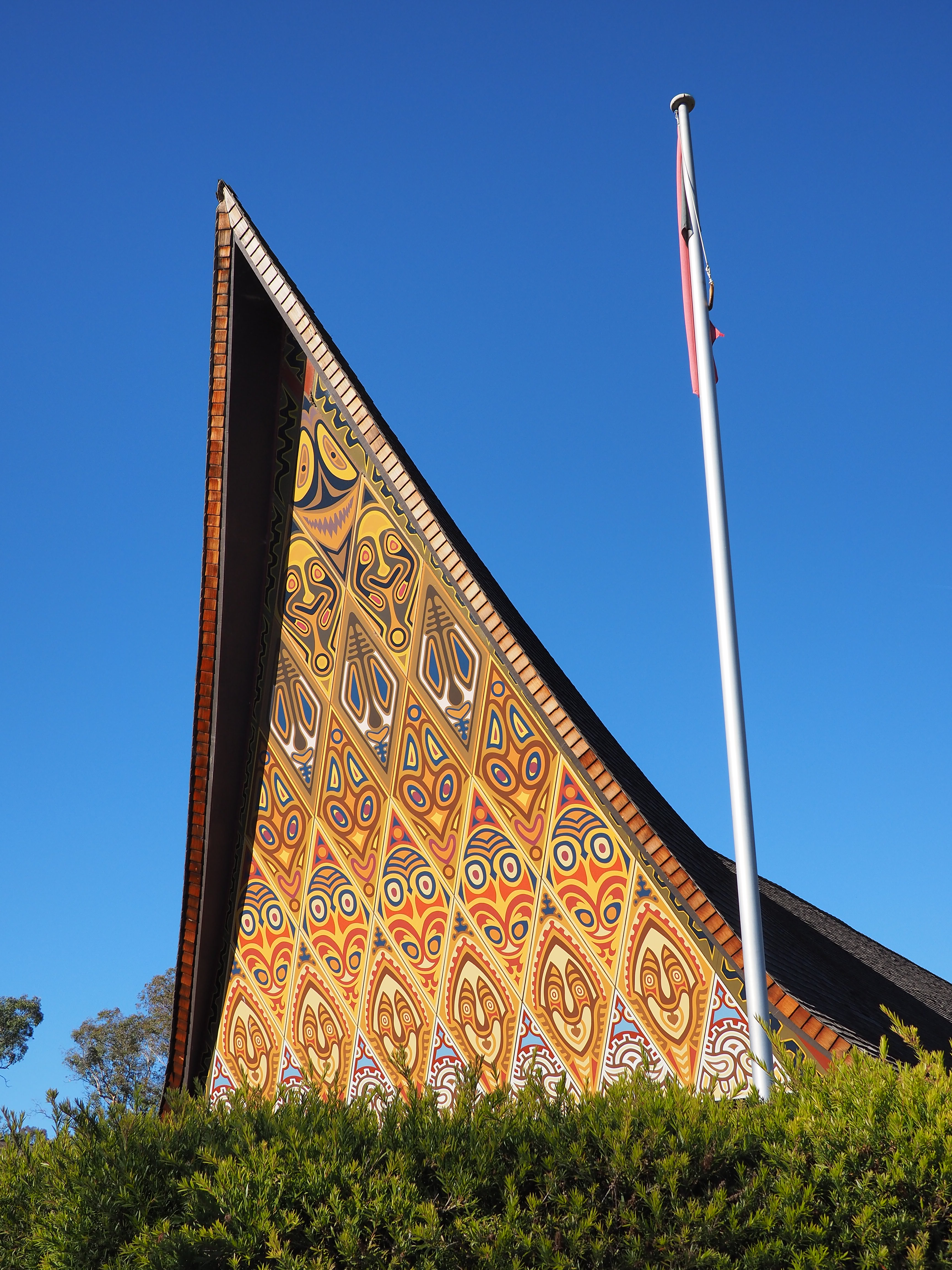
Hohe Kommission Papua-Neuguineas in Canberra

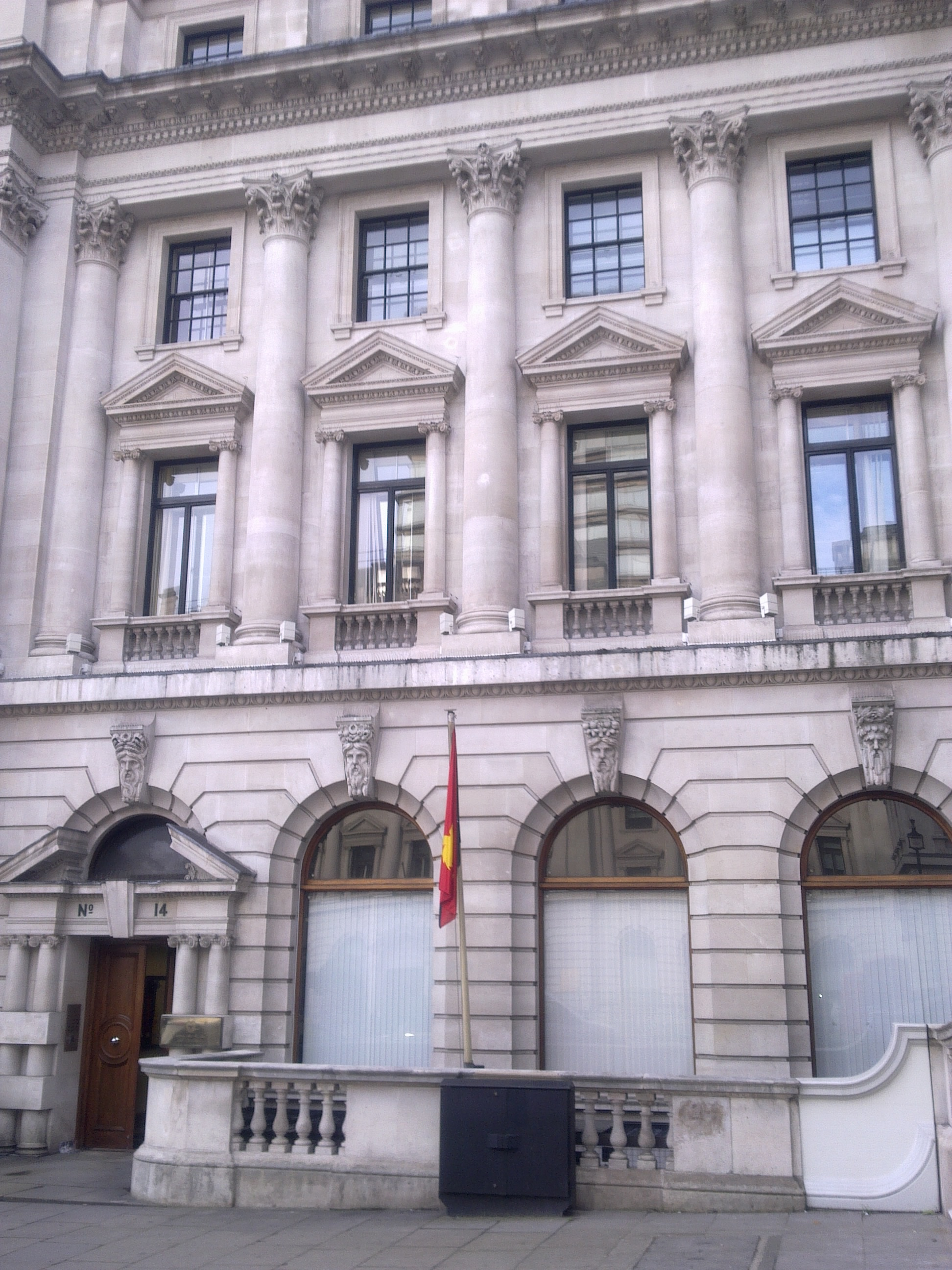
Hohe Kommission Papua-Neuguineas in London

### Amerika
- Vereinigte Staaten: Washington, D.C., Botschaft

### Asien
| - Volksrepublik China: Peking, Botschaft - Indien: Neu-Delhi, Hohe Kommission - Indonesien: Jakarta, Botschaft - Indonesien: Jayapura, Generalkonsulat - Japan: Tokio, Botschaft - Malaysia: Kuala Lumpur, Hohe Kommission | - Philippinen: Manila, Botschaft - Singapur: Singapur, Hohe Kommission - Südkorea: Seoul, Botschaft - Taiwan: Taipeh, Handelsbüro |

### Australien und Ozeanien
| - Australien: Canberra, Hohe Kommission - Australien: Brisbane, Generalkonsulat - Australien: Sydney, Generalkonsulat | - Fidschi: Suva, Hohe Kommission - Neuseeland: Wellington, Hohe Kommission - Salomonen: Honiara, Hohe Kommission |

### Europa
| - Belgien: Brüssel, Botschaft - Vereinigtes Königreich: London, Hohe Kommission |

## Vertretungen bei internationalen Organisationen
- Europäische Union: Brüssel, Ständige Mission
- Vereinte Nationen: New York, Ständige Vertretung